# ČT3 (od 2020)
ČT3 – trzeci program Telewizji Czeskiej skierowany do osób starszych, nadawany od 23 marca 2020 r. w związku z pandemią wirusa SARS-CoV-2. W listopadzie 2022 r. zdecydowano o zamknięciu kanału z końcem roku. Stacja ostatecznie zakończyła nadawanie 1 stycznia 2023 roku po toaście noworocznym. 
19 lipca 2023 r. pojawiły się pogłoski o możliwym przywróceniu emisji tej stacji, co miałoby stać się wraz z objęciem stanowiska szefa Telewizji Czeskiej przez Jana Součka – stacja po jej przywróceniu emisji miałaby podobną ramówkę, jaką znali widzowie w pierwszym roku funkcjonowania stacji; głównie składającą się m.in. z programów archiwalnych oraz programów przybliżających styl życia seniorów.

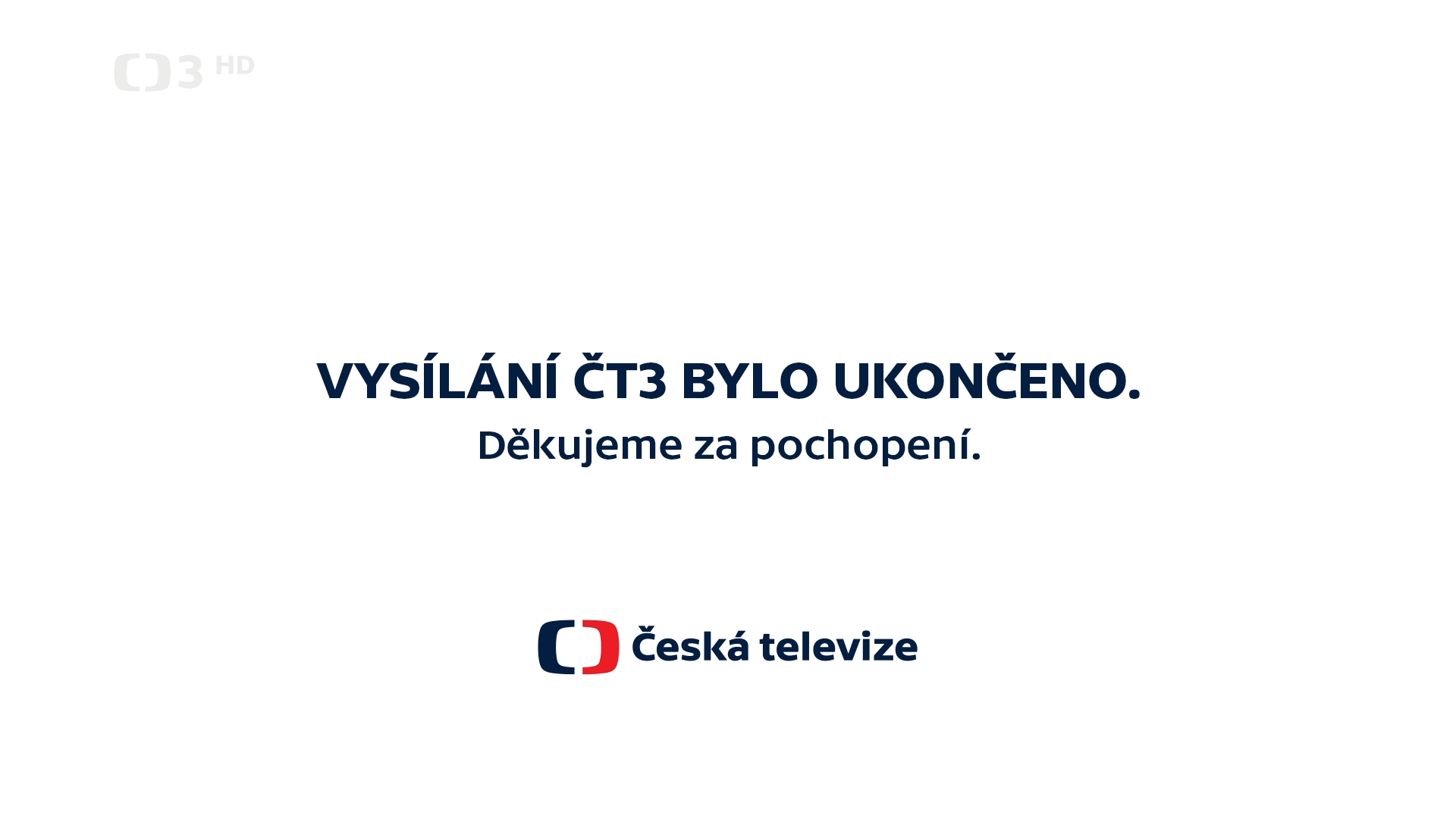
Plansza nadawana na antenie ČT3 od 1 stycznia 2023 do 16 stycznia 2023 informująca o zakończeniu emisji